# Dolicholus cunninghamii
Dolicholus cunninghamii là một loài thực vật có hoa trong họ Đậu. Loài này được (Benth.) Britten mô tả khoa học đầu tiên năm 1900.